# Энглас, Аугуст Петрович
Аугуст (Август) Петрович Энглас (эст. August Englas, 15 января 1925[…], Pühajärve Rural Municipality — 21 марта 2017[…], Таллин) — эстонский и советский борец вольного и классического стилей, победитель и призёр чемпионатов СССР, заслуженный мастер спорта СССР (1953), заслуженный деятель спорта Эстонской ССР (1975).

## Биография
Участник Великой Отечественной войны с сентября 1944 года по май 1945 года. Служил наводчиком пулемёта в 925-м стрелковом полку 249-й Эстонской стрелковой дивизии на Ленинградском фронте. Дважды был ранен — 17 ноября 1944 года в область затылка у местечка Сорве-Соор и 18 марта 1945 года в правое бедро.
Начал тренироваться в 1946 году в обществе «Калев». В 1949 выполнил норматив мастера спорта СССР. В 1951 году окончил Военный институт физической культуры в Ленинграде.
13 раз участвовал в чемпионатах страны. Участник Олимпийских игр 1952 года в Хельсинки, где занял 4-е место. Единственный советский борец, ставший чемпионом мира по вольной и классической борьбе. Судья всесоюзной категории (1963). Международная карьера борца завершилась в результате серьёзной травмы в 1955 году. После этого в течение ещё пяти лет выступал на всесоюзных соревнованиях. После окончания спортивной карьеры в 1960 году работал тренером по борьбе в спортивном обществе «Трудовые резервы».
В 1985 году вместе с Кристианом Палусалу, Йоханнесом Коткасом и Анатолием Парфёновым снялся в документальном фильме «Jaht» («Охота»).

## Спортивные результаты
Победитель Всемирных студенческих игр 1949, 1951 годов, Всемирного фестиваля молодёжи и студентов 1953 года в Бухаресте.

### Вольная борьба
- Чемпионат Эстонской ССР по вольной борьбе 1948 года — ;
- Чемпионат СССР по вольной борьбе 1949 года — ;
- Чемпионат СССР по вольной борьбе 1950 года — ;
- Чемпионат СССР по вольной борьбе 1951 года — ;
- Чемпионат СССР по вольной борьбе 1952 года — ;
- Чемпионат Эстонской ССР по вольной борьбе 1952 года — ;
- Чемпионат СССР по вольной борьбе 1954 года — ;
- Чемпионат Эстонской ССР по вольной борьбе 1957 года — ;
- Чемпионат СССР по вольной борьбе 1958 года — 8-е место;
- Чемпионат Эстонской ССР по вольной борьбе 1959 года — ;

### Классическая борьба
- Чемпионат Эстонской ССР по классической борьбе 1948 года — ;
- Чемпионат СССР по классической борьбе 1951 года — ;
- Чемпионат Эстонской ССР по классической борьбе 1952 года — ;
- Чемпионат СССР по классической борьбе 1953 года — ;
- Чемпионат Эстонской ССР по классической борьбе 1955 года — ;

## Награды и звания
- Почётный член спортивного общества «Калев» (1963);
- Почётный гражданин Таллина (1966);
- Знак Таллина «За заслуги» (1996);
- Почётный член Эстонского олимпийского комитета;
- Медаль «За победу над Германией» (1945);
- Медаль «30 лет Советской Армии и Флота» (1948);
- Медаль «За боевые заслуги» (26 октября 1955);
- Орден Красной Звезды (30 мая 1951);
- Орден Трудового Красного Знамени (27.04.1957) — «за успехи, достигнутые в деле развития массового физкультурного движения в стране, повышения мастерства советских спортсменов, и успешное выступление на международных соревнованиях»;
- Орден Отечественной войны I степени (6 ноября 1985);
- Орден Белой звезды 4-й степени (Эстония, 1999);
- Знак Олимпийского комитета Эстонии «За заслуги» (2008).

## Память
- Имя Аугуста Энгласа носит борцовский клуб в Тарту.